# Jason (prénom)
Pour les articles homonymes, voir Jason (homonymie).
Jason est un prénom masculin, courant dans le monde anglo-saxon. Il est fêté le 12 juillet.

## Origine
Le prénom Jason (« qui guérit » en grec) est issu de la mythologie grecque, Jason ou Iason (en grec ancien Ἰάσων / Iásôn) était le fils d'Éson. Il réussit à prendre à une hydre, la Toison d'or puis il épousa Médée.
Jason pourrait aussi provenir de l'hébreu Joshua.

## Personnalités
- Pour l'ensemble des articles sur les personnes portant ce prénom, consulter :
  - la liste des articles dont le titre commence par ce prénom
  - les listes produites par Wikidata : Liste des personnes de prénom « Jason » — même liste en incluant les éventuels prénoms composés qui contiennent « Jason ».